# Han Bennink

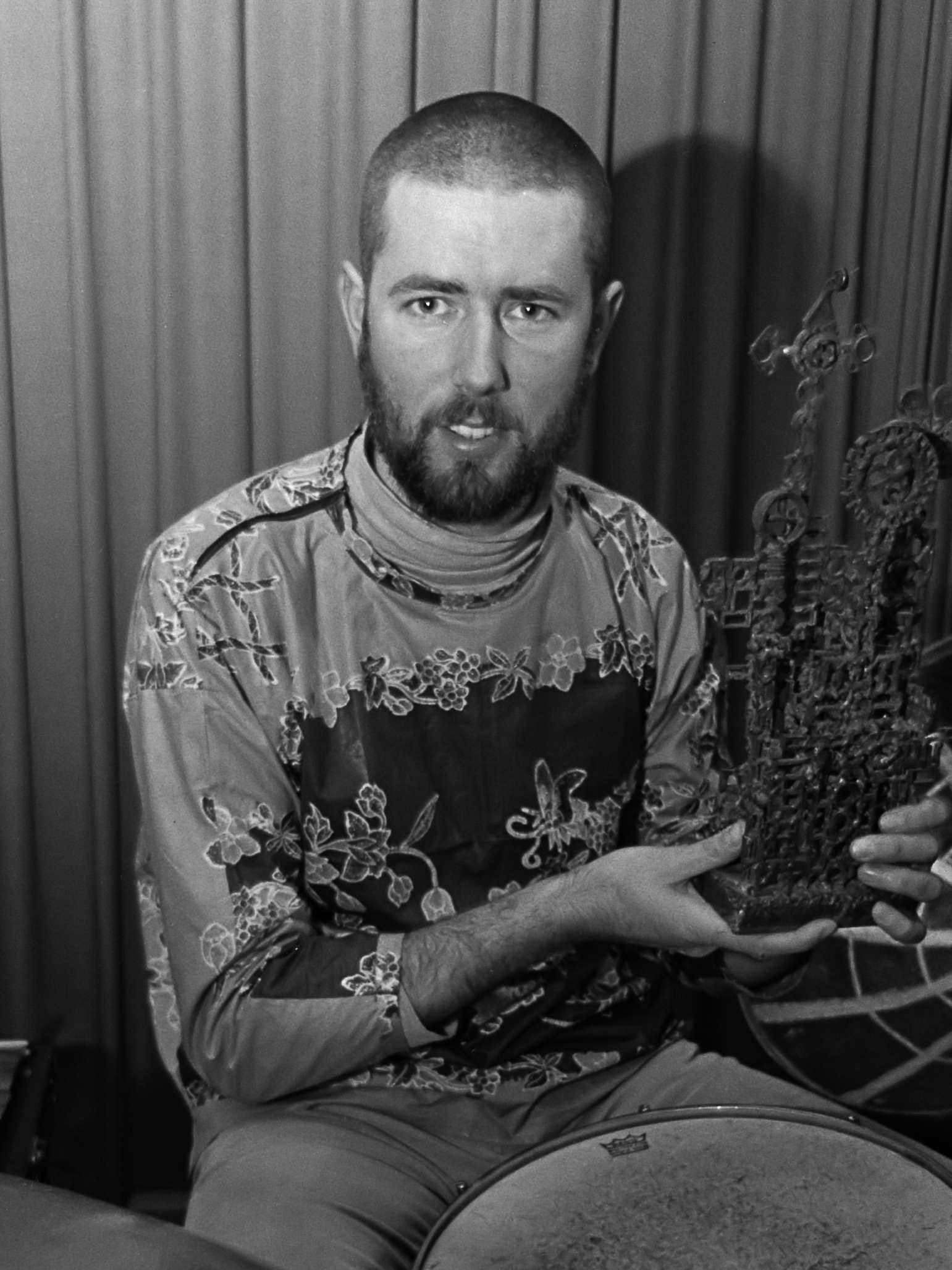
Han Bennink mit dem Wessel-Ilcken-Preis (Foto: Jack de Nijs, 1967)

Hendrikus Johannes „Han“ Bennink (* 17. April 1942 in Zaandam, Niederlande) ist ein niederländischer Schlagzeuger und Multiinstrumentalist. Der Musiker, der das Schlagzeug immer wieder auch um Gegenstände des Alltags erweitert oder auf einem extrem reduziertem Set gespielt hat, war wesentlich an der Entwicklung des Free Jazz europäischer Prägung beteiligt und hat seinen Auftritten auch theatralische und parodistische Wirkungen abgewonnen.

## Leben und Wirken
Bennink, Sohn eines klassisch ausgebildeten Schlagzeugers, erlernte sein Instrument dennoch als Autodidakt. Bald spielte er alle Arten von Musik, u. a. auch Jazz, zunächst im Accoustic Swing Duo mit seinem Bruder Peter, dann vor allem mit Misha Mengelberg. 1964 begleiteten er, Mengelberg und Jacques Schols Eric Dolphy auf Konzerten in den Niederlanden (Album Last Date). Weiter trat er mit Don Byas oder Ben Webster auf. Außerdem war er Mitglied in einem Quartett um Mengelberg und den Altsaxophonisten Piet Noordijk, das 1966 auf dem Newport Jazz Festival spielte. 1967 spielte er mit Sonny Rollins (Rollins in Holland); im selben Jahr erhielt er den Wessel-Ilken-Preis als bester niederländischer Jazzmusiker.

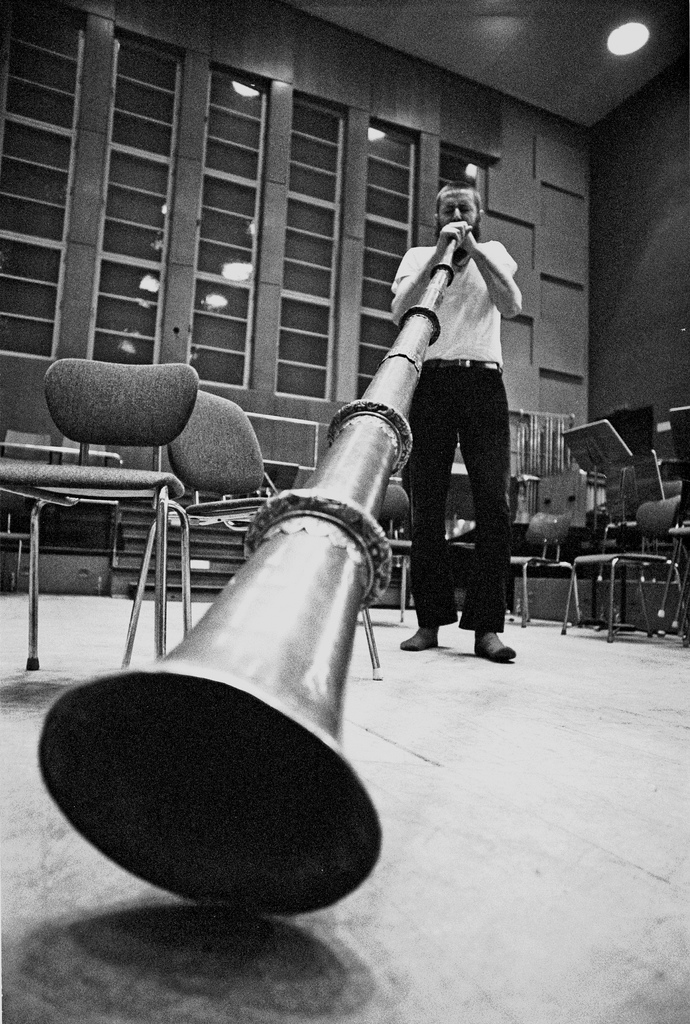
Han Bennink (NDR Jazzworkshop 1972)

Eng verknüpft mit Benninks eigener Karriere ist die Ausrichtung und Entwicklung des Free Jazz in Holland; gemeinsam mit Mengelberg und Willem Breuker, mit dem er sowohl im Duo als auch (bis 1973) größeren Formationen arbeitete, gründete er den Instant Composers Pool, der bis heute als musikereigenes Label fungiert. Ende der 1960er Jahre transformierte er seine Erfahrungen mit den traditionelleren Spielformen des Jazz in einen Schlagzeugstil, der „swing und drive einschließt und doch zugleich auf paradoxe Weise in Frage stellt.“ Dabei nähert sich der Musiker seinem – zwischenzeitlich auch um Blasinstrumente und Bratsche erweiterten – Instrumentarium in der Haltung „des Forschers und Erfinders, der durch den experimentellen Umgang mit den Dingen ergründet, was man damit alles machen kann.“
1971 war Bennink mit Don Cherry in Europa auf Konzertreise und trat bei den Berliner Jazztagen auf. Er festigte seine international Bekanntheit im Trio Brötzmann/Van Hove/Bennink, das zwischen 1970 und 1975 regelmäßig zusammenspielte (zunächst auch teilweise erweitert um Albert Mangelsdorff). Dann arbeitete er mit Derek Baileys Improvisationsplattform Company (seit 1976) sowie mit zahlreichen anderen Avantgarde-Formationen zusammen. Auch konzentrierte er sich auf Solo-Performances (LPs Han Bennink Solo, 1978 und Tempo Comodo, 1982) und vor allem auf Auftritte im Duo: Es entstanden Duo-Aufnahmen mit Bailey, Brötzmann, Eugene Chadbourne, Steve Beresford, Myra Melford, Dave Douglas, Cecil Taylor, Irène Schweizer, Ellery Eskelin und immer wieder mit Misha Mengelberg. Er ist aber auch mit Art Hodes, Tom Cora, Lee Konitz, Major Holley, Sonny Rollins, Conny Bauer, Johnny Griffin, Von Freeman oder Percy Sledge aufgetreten.
Bennik und Mengelberg haben immer wieder das ICP-Orchestra zusammengerufen, in dem vor allem Amsterdamer Musiker in einer mittelgroßen Besetzung miteinander spielen. Weitere Gruppen waren das Trio Clusone 3 mit Michael Moore und Ernst Reijseger, sowie die Trios mit Ray Anderson und Christy Doran sowie seit 2008 mit Klarinettist Joachim Badenhorst und Pianist Simon Toldam und das BBG-Trio mit Michiel Borstlap und Ernst Glerum. Bennink trat gelegentlich auch mit der Punkband The Ex und im Quartett von Tobias Delius auf. 2023 erhielt er den angesehenen Edison-Oeuvreprijs für sein Lebenswerk.

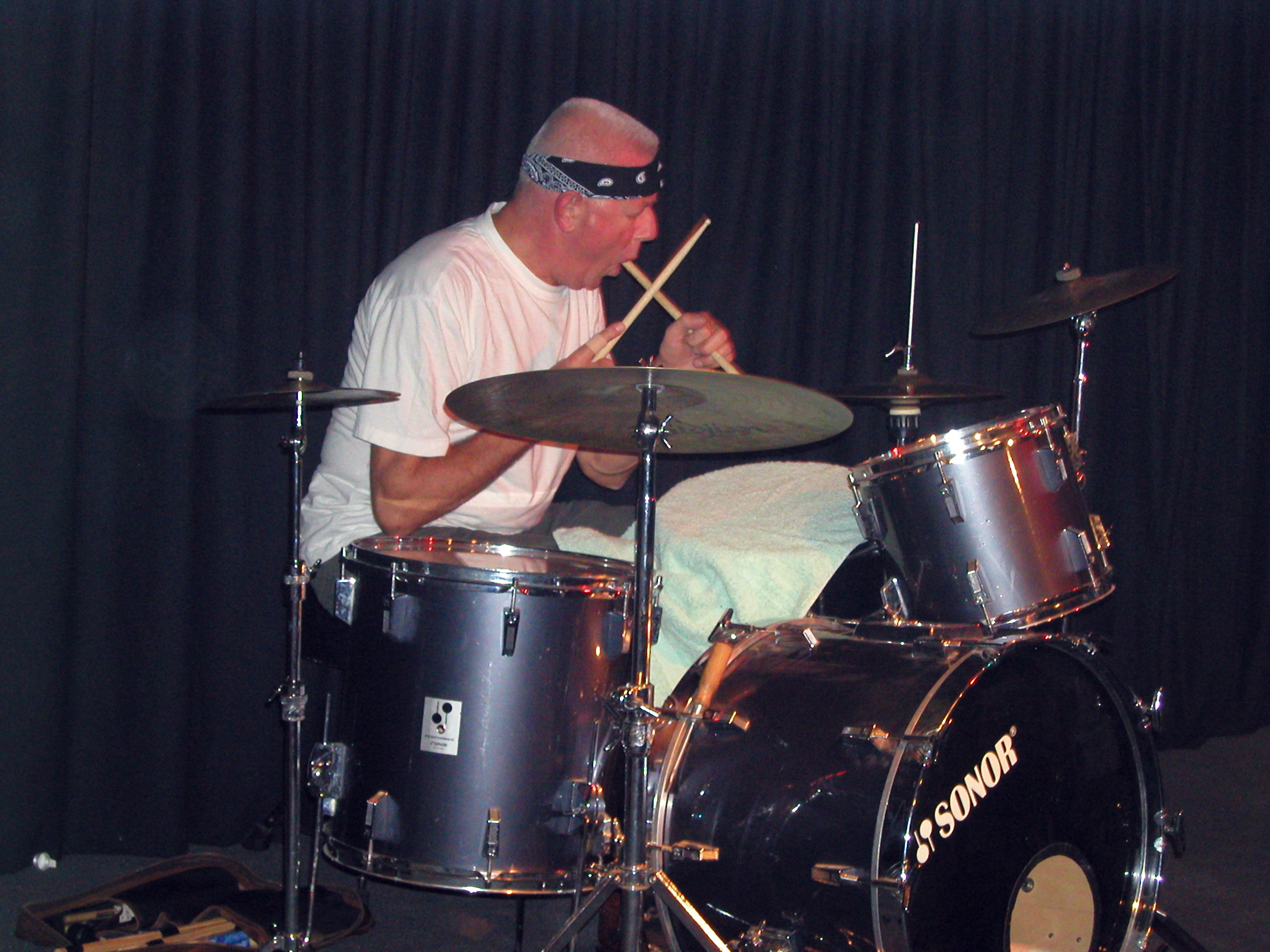
Han Bennink (2005 im club W71)

Als ausgebildeter Grafiker gestaltete Bennink die Cover zahlreicher Schallplatten und CDs.

## Preise und Auszeichnungen
Bennink erhielt 1967 den Wessel Ilcken-Preis und 2008 den Hans-Koller-Preis (in der Kategorie „European Jazz Prize“). 2023 wurde ihm der Edison-Œuvre-Preis in der Kategorie „Jazz“ verliehen.

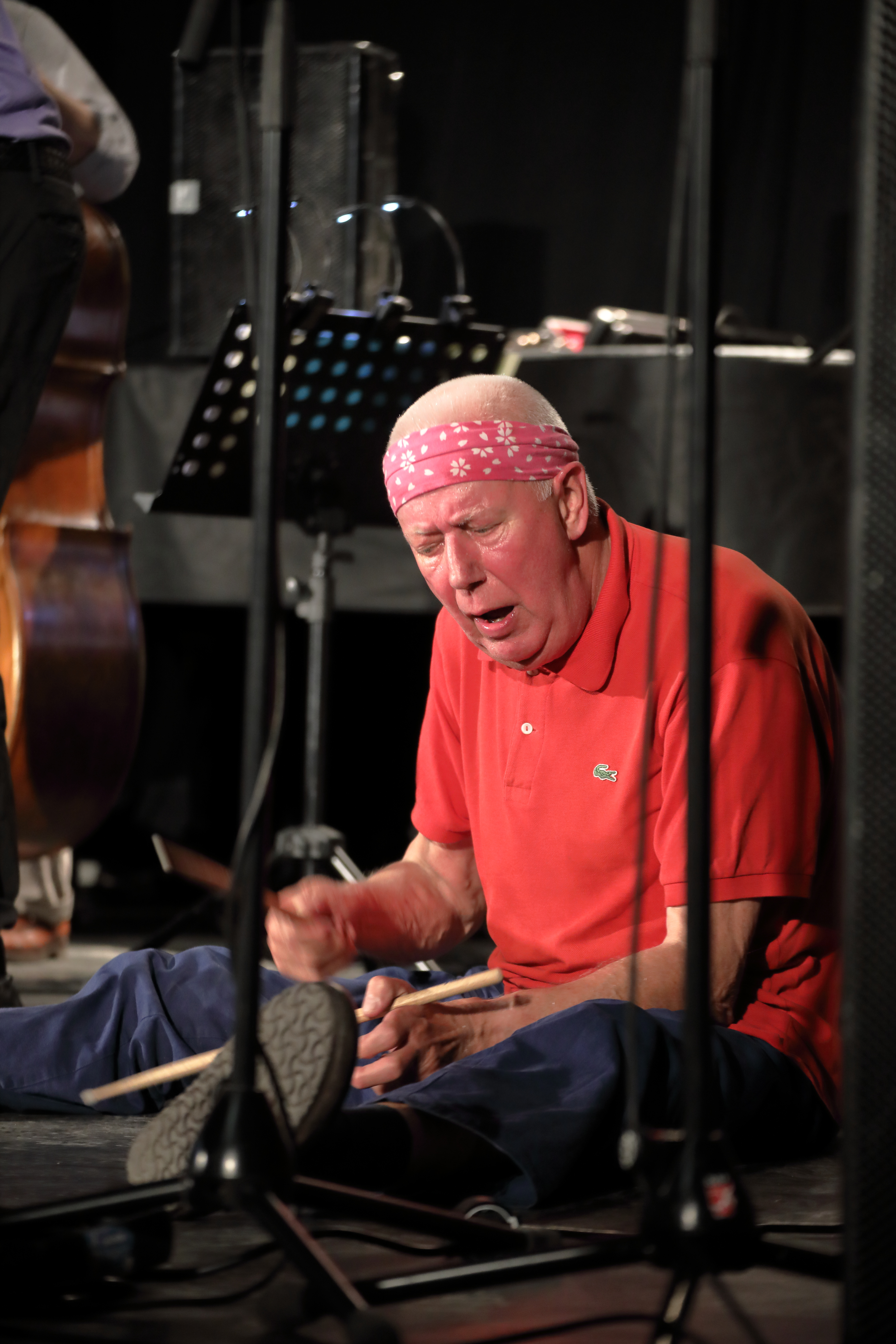
Han Bennink spielt auf dem Bühnenboden (INNtöne Jazzfestival 2019)